# Komput
Komput (łac. computus 'rachunek' od computare 'liczyć') – etat wojska w I Rzeczypospolitej XVII i XVIII wieku, ustalany na sejmie walnym zarówno dla  Korony, jak i Litwy. W pierwszej połowie XVII w. spis ten obejmował tylko wojska zaciągane na czas wojny, a od 1652 również regularne oddziały wojskowe. Komput w piechocie liczony był w porcjach, natomiast w jeździe w koniach, i był niższy  od faktycznego etatu osobowego. W latach 1652–99 pokojowy etat wojsk wynosił 12 tysięcy dla Korony i 6 tysięcy dla Litwy, natomiast wojenny odpowiednio: od 24 do 40 tysięcy i od 8 do 22 tysięcy. W latach 1699–1702 i 1717-75 pokojowy komput w Koronie wynosił 18 tysięcy, natomiast na Litwie 7,5 tysiąca koni i porcji.
Do roku 1717 etat wojsk był tajny, ustawy sejmowe dotyczące komputu nie były publikowane. 